# Pella (Giordania)
Pella è un sito archeologico della Giordania, che si trova nei pressi del villaggio di Tabaqat Fahl (in arabo طبقة فحل), con il quale è a volte identificato. Lo si può raggiungere dalla collina, che domina gli scavi, o dalla strada, che si apre a ridosso delle rovine.

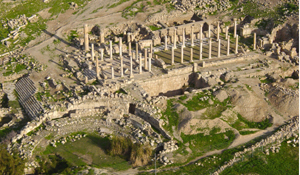
La parte ellenistica di Pella

## Storia
Dagli scavi è emerso che i primi insediamenti risalirebbero a circa undicimila anni prima della nascita di Cristo. Gli antichi abitanti si sarebbero dedicati soprattutto all'agricoltura e alla caccia, ma stranamente questa zona tanto fertile fu abbandonata prima della conquista persiana. Attorno al 310 a.C. tornò a fiorire quando una delegazione di Alessandro Magno decise di stabilirsi qui, fondando  Pella, dal nome della città natale di Alessandro. La nuova città divenne presto un importante centro ellenistico e continuò a prosperare anche quando Antioco II s'impose su tutta la Siria, fondando la dinastia dei Seleucidi.

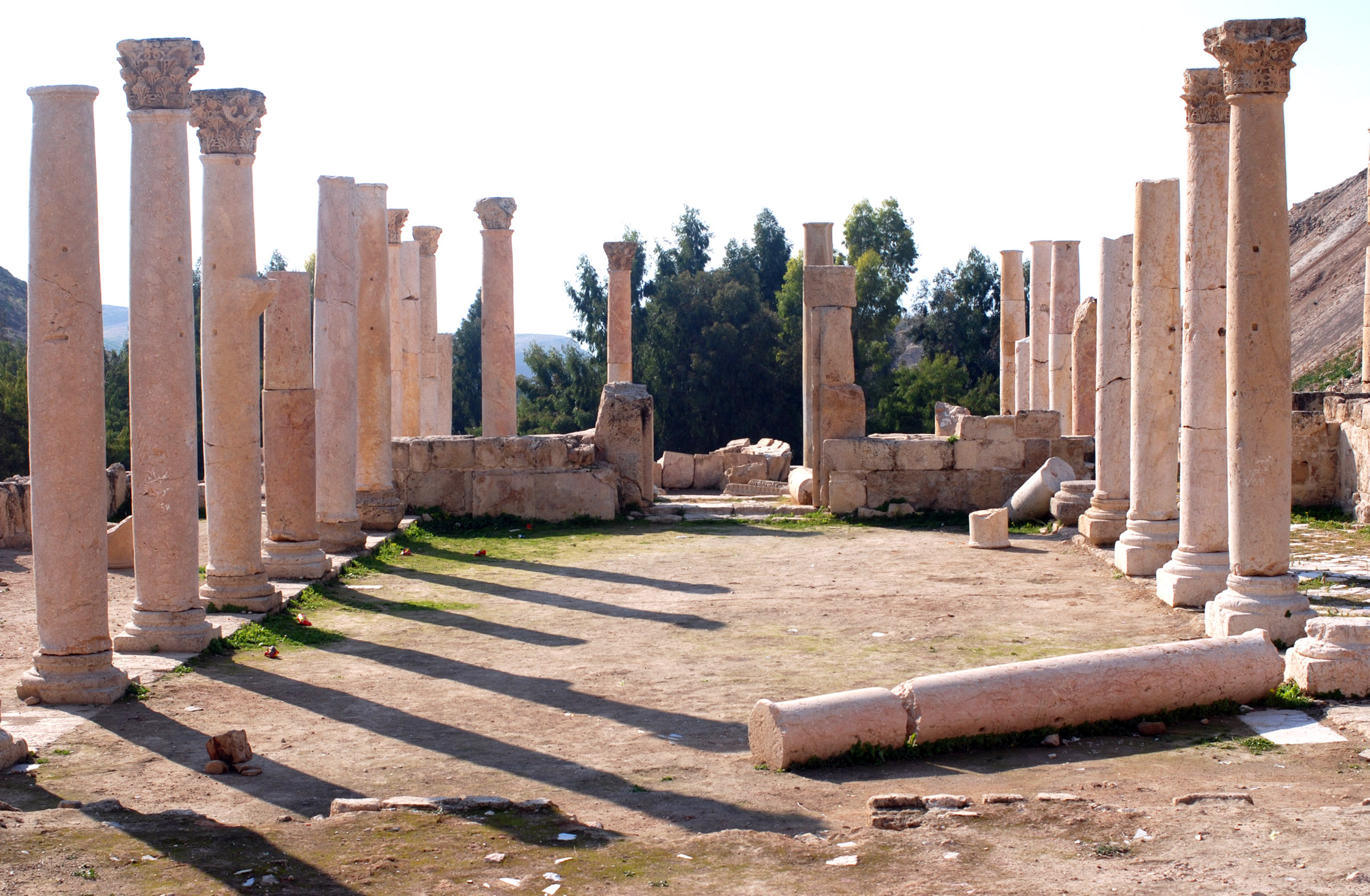
La basilica bizantina

Fu distrutta nell'80 a.C. e successivamente ricostruita dai Romani, che l'annessero alla Lega della Decapoli. Ridivenne una città potente, condividendo il potere su tutta la zona con Saltus. Anche sotto i Bizantini Pella rimase una città molto potente, diventando peraltro sede di vescovado. La presenza cristiana favorì la costruzione di alcune chiesette e della basilica a tre navate.
Il periodo auro terminò con la conquista degli Arabi, che la ribattezzarono  Fahl, forse in richiamo al suo nome pre-islamico, Fihl /Pahil (Pihulu in antico egiziano). La dinastia degli Omayyadi fece restaurare i principali edifici di potere costruiti dai Bizantini, aggiungendo elementi dell'arte islamica. Costruirono inoltre nel XIV secolo una moschea per i fedeli, oggi quasi totalmente in rovina, semidistrutta dal terremoto dell'VIII secolo. Nel X secolo, con la dinastia degli Abbasidi, iniziò il declino dell'un tempo fiorente città, ridotta ad un modesto villaggio dedito alla produzione della canna da zucchero. Fu quindi ribattezzata nuovamente, diventando  Tabaqat Fahl, nome con il quale anche il sito compare sui cartelli stradali.

### Gli scavi
Gli scavi sono iniziati nel 1967 e da allora il sito ha dimostrato di avere un'estensione di gran lunga maggiore rispetto a ciò che si pensa. Tuttavia la parte visitabile attuale è di piccolissime dimensioni, limitata alla parte bassa del sito e ad alcune sue colline, dove sono gli insediamenti dell'Età del rame. Il ritrovamento di alcuni vasi e di abitazioni in pietra e in ceramica hanno dimostrato che i primi insediamenti potrebbero risalire anche ad un periodo precedente, ma non è stato ancora dimostrato.